# 友谊隧道
中老铁路友谊隧道位于连接中老边境，是连接中国和老挝的跨境铁路隧道，全长9.59公里，其中中国境内7.17公里，老挝境内2.42公里。友谊隧道的命名，寓意中老两国人民的深厚友谊。